# 서어 (서족)
서어(She, 畲語)는 일부 서족이 사용하는 고유 언어로, 몽몐어족의 몽어파에 속한다. 2000년 기준 서족의 민족 인구는 70만 명이 넘으나 고유 언어인 서어를 구사하는 인구는 약 1천 명에 불과하며, 나머지 인구는 대부분 하카어를 사용한다. 서족이 사용하는 특유의 하카어 방언을 서화(畲话)라고 구분하여 부르기도 한다. 서어를 말하는 약 1천 명의 서족은 광둥성의 특정 지역에 분포하며, 스스로를 "산(山) 사람"을 의미하는 Ho Ne나 Ho Le라고 부른다.
크게 2개의 방언, 곧 서부의 뤄푸(罗浮)와 동부의 롄화(莲花) 방언이 있는데 서부 방언은 보뤄현과 쩡청구에 화자가 있고 동부 방언은 하이펑현에 화자가 있다.

## 분류
중국어의 영향이 심하여 분류에 어려움이 있으며, 몽어파는 물론 몽몐어족 내에서도 미분류 상태로 두는 학자도 있다. 한편 Mao & Li (2002)와 Ratliff (2010)는 여러 유사점에 근거하여 서어가 중나이어(Kiong Nai, 炯奈)에 가장 가깝다고 본다.
구이저우성의 둥자인(东家人)은 중국 정부에 의해 서족으로 분류되어 있으나 몽어와 가까운 서부 몽어군 언어를 사용한다.